# Engraulis albidus
Engraulis albidus is een straalvinnige vissensoort uit de familie van de ansjovissen (Engraulidae). De wetenschappelijke naam van de soort is voor het eerst geldig gepubliceerd in 2004 door Borsa, Collet & Durand.